# Спєшнево (Нижньогородська область)
Спєшнево (рос. Спешнево) — село в Княгининському районі Нижньогородської області Російської Федерації.
Населення становить 62 особи. Входить до складу муніципального утворення Соловйовська сільрада.

## Історія
Від 2009 року входить до складу муніципального утворення Соловйовська сільрада.

## Населення
| 2002 | 2010 |
| ---- | ---- |
| 75   | ↘62  |